# 辽宁省实验中学
辽宁省实验中学（英語：Liaoning Province Shiyan High School）是位于辽宁省沈阳市的一所高级中学，简称省实验或辽实，创建于1949年5月4日。辽宁省实验中学是辽宁省重点高中、辽宁省首批示范性普通高中之一，亦是中华人民共和国成立以来第一所实验中学，行政上直属于辽宁省教育厅，2018年以来同时隶属于辽宁教育学院。

## 概况
辽宁省实验中学占地面积10万平方米，建筑面积6万3千平方米，具备教学楼、逸夫图书馆、永志科技楼、雷锋广场、体育馆、塑胶运动场等设施。主校先后创建了辽宁省实验中学分校（北校区）、辽宁省实验中学浑南一中、辽宁省实验中学营口分校、辽宁省实验中学辽东湾分校、辽宁省实验中学东戴河分校和辽宁省实验中学阳光小学，主校校内还办有辽宁省实验中学卡普兰国际部（已停办）、辽宁省实验中学明佳高考补习学校，北校区内办有辽宁省实验中学新疆部
。2022年秋季起，民办性质的辽宁省实验中学分校（北校区）初中部转变为公办性质的主校区初中部。

## 校史
1948年11月2日，中华民国国军在辽沈战役中被解放军击败撤出东北。中國共產黨领导的东北行政委员会教育部接管沈阳各学校，经整改合并成立东北中学。因应解放军接管东北后发展社会经济的需要，东北行政委员会在该基础上于1949年3月指示兴办一所实验学校，校长职务由时任东北行政委员会教育部部长的车向忱兼任，其他学校主要创始人还包括林枫、郭明秋、董纯才。
首批859名学生来源于东北中学甄别考试中成绩优异但家境贫苦者与另外招收的工人、革干子弟。校方将1949年4月定为“民主建校月”，师生在学习同时参加义务劳动建设学校，节省开支。1949年5月4日，东北实验学校在沈阳正式开学，设有实习工厂、自然科学馆、植物园、动物园及图书馆。
五十年代初的实验中学确立政治辅导员制度对师生进行“思想改造”，并邀请丁玲、吴运铎等人宣讲，延续了建校时边学习边劳动的传统，以不限于开办工人夜校、前往市郊搞宣传的形式组织学生投身社会劳动。
1950年3月，学校设立工农速成中学部；11月，学校因应朝鲜战争局势战备疏散，初中两个班与工农速成中学迁至黑龙江省绥化县；12月，196名学生与2名教师参加朝鲜战争。1951年2至6月，学校为朝鲜开设两个师资培训班；5月，为提高东北地区小学教师教学质量设立函授师范部。1953年，生物教师杨明书只身前往新宾、桓仁山区采集三十多种、一百多株树苗
带领全校师生在校内植树1700余棵，形成今天花园布局的校园；工农速成中学移交给东北工学院；50余名学生留学苏联。1954年东北大区撤销，东北实验学校更名为“辽宁省实验中学”。1955年9月，新西兰共产党总书记维克·威尔科克斯前往参观；12月，506名师生前往沈阳市郊平罗堡乡宣传农业合作化运动。1956年4月，抚顺战犯管理所日本战犯前往参观。1957年7月，沈阳暑假教职员在沈阳市第十一中学集会开展反右派斗争，辽实3名教师被划右派；8月30日，溥仪前往参观。1961年1月5日，雷锋前往作报告，留下了其生前为数不多的讲话录音。
1966年，时任中国共产党中央委员会主席毛泽东发动文化大革命，“大批判”与打砸抢接连不断，学校被迫停课，教学设备遭到破坏，领导、教师受到迫害。1968年，学校根据上级指示复课闹革命，工军宣传队进驻学校确立连队体制。学校实行开门办学，频繁下厂下乡下连队，批判“智育第一”“师道尊严”；校内1200余学生响应知识青年上山下乡号召前往昌图、昭乌达盟、沈阳市郊集体插队落户。1978年7月6日，时任中共中央第一副主席、国务院总理华国锋领导粉碎四人帮，结束文化大革命。1977年至1979年，学校基本完成拨乱反正。寇成元任校长期间，学校发展了30多个课外学科与活动小组。
1992年，学校成立校党委，兴办青年党校。王兆和任校长期间创建“王兆和校长奖学（教）金”。1999年2月，学校与应用教育协会共同创办辽宁省实验中学中外友好合作学校；5月4日，学校竖起今校内雷锋广场的雷锋铜像，创作歌曲《雷锋来过我们学校》。
2002年7月5日，时任辽宁省省长薄熙来前往视察。2004年，学校创办“宏志班”，在辽宁省招收家庭贫困、成绩优异的农村初中毕业生实行免费教育，并为其每人每月提供助学金200元人民币。2005年，学校创办辽宁省实验中学合作学校（今北校区）。2009年，学校与浑南区人民政府合作成立辽宁省实验中学浑南一中。2010年8月30日，首批新疆部学生抵沈。2011年1月19日，学校与美国卡普兰公司合作成立辽宁省实验中学卡普兰国际部。2013年10月15日，辽宁省实验中学东戴河分校成立。2014年3月19日，辽宁省实验中学阳光小学成立。
2022年，沈阳广信房地产开发有限公司将所持北校区初中部股权捐赠给主校区，北校区初中部从当年秋季学期起转为公办体制作为辽宁省实验中学初中部，辽宁省实验中学分校高中部作为民办高中继续办学。

## 象征

### 校牌
今位于辽宁省实验中学正门的校名由郭沫若于1946年题写。今位于逸夫图书馆与教学主楼接壤处的校牌是2009年辽宁省实验中学六十周年校庆时按“老校门”校牌复制的。

### 校徽

辽宁省实验中学校徽核心图案

校徽由美术教师赵旭波于1996年设计，由“L、S”两个字母、一颗星星和阿拉伯数字“1949”构成。“L”是“辽”字的拼音首字母，它“像一只洁白的小船乘风破浪，驶向理想的彼岸”。“S”是“实”字的拼音首字母，它象征“实验中学走过的曲折历程”。上方的星星代表“实验学子星光灿烂”。“1949”代表实验中学建校的年代。

### 校训
校训为“明心知往，力行求至”。语出程颐《颜子所好何学论》：“君子之学，必先明诸心，知所往，然后力行以求至”。

### 校歌
校歌为《把你爱在心上》，由张名河作词、铁源作曲。

## 领导成员

### 历任校长
1. 车向忱[8]
2. 张景义[9]
3. 荆志明[10]
4. 寇成元
5. 姬庆生[19]
6. 朱锡杰[20]
7. 王兆和
8. 刘玉华[21]
9. 关俊奇
10. 刘朝忠

### 现任领导成员
现任校长兼党委书记为刘朝忠，2021年7月起任职；党委副书记兼常务副校长为孙德峰；党委副书记兼纪委书记为赵雪江；三名副校长分别为于长禄、董冶与张立功。

## 友好学校
- 日本
  - 九州产业大学附属九州高等学校（日语：九州産業大学付属九州高等学校）（2013年締結）[24]

## 知名校友

### 东北实验学校时期（1949年-1954年）
- 马在田（1930-2011），1949届毕业生。地球物理学家，中国科学院院士[25][26]。
- 马恒昌（1907-1985），1950届毕业生。全国劳动模范。其子马春忠为辽宁省实验中学1957届毕业生[27]。
- 王永志，1952届毕业生。航天技术专家，中国载人航天工程开创者之一，中国工程院院士。现任中国载人航天工程高级顾问，清华大学航天航空学院院长[28][29]。高中部办有“永志书院（永志班）”[30][31]。
- 刘忠德（1933-2012），1953届毕业生。曾任中共中央宣传部副部长，文化部党组书记、部长[32]。
- 田桂英，1952年考入东北实验学校工农速成中学部学习。全国劳动模范[33]，中华人民共和国首名火车女司机[34]。

### 辽宁省实验中学时期（1954年至今）
- 徐斯年，1958届毕业生。曾任苏州大学出版社总编辑[35]。
- 张懿，1958届毕业生。绿色过程工程与环境工程专家，中国工程院院士[36][37]。
- 孙革，1961届毕业生。辽宁古生物博物馆名誉馆长，沈阳师范大学古生物学院院长，美国佛罗里达大学名誉教授，中国第一位古生物学博士[38][39]。
- 李未，1961届毕业生。计算机科学专家，中国科学院院士。曾任北京航空航天大学校长。[40]2009年5月，2010届1班被授予“李未班”称号[41]。
- 姜念思，1964届毕业生。考古学家，曾任沈阳故宫博物院党委书记[42]。
- 柴天佑，1967届毕业生。控制科学与工程专家，中国工程院院士，国际欧亚科学院院士[43]。
- 聂成文，1960年至1968年在辽宁省实验中学就读后下乡。国家一级美术师。曾任中国书法家协会副主席[44]。
- 朱荻，1971届毕业生。特种加工领域著名学者，中国科学院院士。现任南京航空航天大学校长[45]。
- 于军，1974届毕业生。基因组学、生物信息学学者。曾任中科院北京基因组研究所副所长[46]。
- 何伟，1979届毕业生。主任医师。辽宁何氏医学院创始人，何氏眼科集团董事长兼总经理，中组部“千人计划”国家特聘专家。他于1997年联合辽宁省实验中学共同创立了“辽宁省实验中学何氏眼科奖学金”用于表彰校内品学兼优的学生[47][48]。
- 王少剑，1981届毕业生。曾任SOHO中国有限公司执行董事、首席财务官[49]。
- 田溯宁，1981届毕业生。产业互联网领域企业家，投资人，亚信联合创始人[50]。
- 秦宜智，1983届毕业生。国家市场监督管理总局副局长、党组成员。曾任共青团中央第一书记。2012年11月当选中共十八届中央委员会候补委员。[51]。
- 肖坤，辽宁社会科学院党组成员、副院长，曾任辽宁广播电视大学校长、中共沈阳市和平区委副书记[52]。2019年七十周年校庆时，她与校友马路丁向学校捐赠了现今立于校门不远处写有车向忱手迹“心怀祖国 放眼世界”的纪念石碑。[53][54]。
- 于蕾，制片人，导演。中国中央廣播電視總台文艺节目中心制片人。2023年、2024年央视春晚总导演[55]。

## 资料来源
1. ↑  . China Services Info. 2018-04-03  [2023-02-06]. （原始内容存档于2023-02-06） （英文）.
2. 1 2  . 辽宁省实验中学教育信息网.   [2021-01-11]. （原始内容存档于2021-01-11） （简体中文）.
3. 1 2  闻毅; 董志光. . 辽宁省实验中学教育信息网.   [2023-02-06]. （原始内容存档于2023-01-20） （简体中文）.
4. ↑  王文郁. . 中国消费者报. 中国经济网. 2023-01-11  [2023-02-06]. （原始内容存档于2023-02-06） （简体中文）.
5. ↑  . 辽宁省实验中学教育信息网. 2022-03-23  [2023-02-06]. （原始内容存档于2023-02-06） （简体中文）.
6. 1 2  . 辽宁省教育厅. 2022-10-25  [2023-03-12]. （原始内容存档于2023-03-12） （简体中文）.
7. 1 2 3 4  黄海岩. . 人民教育. 2010-04-02  [2023-02-06]. （原始内容存档于2023-02-06） （简体中文）.
8. 1 2 3  董志光. . 辽宁省实验中学教育信息网. 2008-12-22  [2023-02-07]. （原始内容存档于2023-02-07） （简体中文）.
9. 1 2  董志光; 辽宁省实验中学网络中心. . 辽宁省实验中学教育信息网. 2008-12-22  [2023-02-07]. （原始内容存档于2023-02-07） （简体中文）.
10. 1 2  董志光; 辽宁省实验中学网络中心. . 辽宁省实验中学教育信息网. 2008-12-22  [2023-02-07]. （原始内容存档于2023-02-07） （简体中文）.
11. ↑  辽宁省实验中学政教处. . 辽宁省实验中学教育信息网. 2003-04-03  [2023-02-07]. （原始内容存档于2023-02-07） （简体中文）.
12. ↑  刘玉华. . 中国辽宁沈阳: 辽宁省实验中学. 2009.
13. ↑  . 沈阳市浑南区人民政府. 2022-10-20  [2023-02-08] （简体中文）.
14. ↑  王慧; 董志光. . 辽宁省实验中学教育信息网. 2010-08-31  [2023-02-08]. （原始内容存档于2023-02-08） （简体中文）.
15. ↑  于长禄; 汪静怡. . 辽宁省实验中学教育信息网. 2013-10-17  [2023-02-08]. （原始内容存档于2023-02-08） （简体中文）.
16. ↑  辽宁省实验中学新闻中心. . 辽宁省实验中学教育信息网. 2014-03-20  [2023-02-08]. （原始内容存档于2023-02-08） （简体中文）.
17. 1 2  . 辽宁省实验中学教育信息网.   [2023-02-08]. （原始内容存档于2022-08-08） （简体中文）.
18. ↑  辽宁省实验中学新闻中心. . 辽宁省实验中学教育信息网. 2009-04-20  [2023-02-08]. （原始内容存档于2023-02-08） （简体中文）.
19. ↑  .   [2023-01-23]. （原始内容存档于2023-01-23）.
20. ↑  .   [2023-01-23]. （原始内容存档于2023-02-07）.
21. ↑  .   [2023-01-23]. （原始内容存档于2023-02-07）.
22. ↑  辽宁省实验中学校务办公室. . 辽宁省实验中学教育信息网. 2021-08-01  [2023-02-07]. （原始内容存档于2023-01-23） （简体中文）.
23. ↑  . 辽宁省实验中学教育信息网.   [2023-02-07]. （原始内容存档于2023-02-06） （简体中文）.
24. ↑  .   [2023-01-23]. （原始内容存档于2023-01-23）.
25. ↑  .   [2016-09-11]. （原始内容存档于2016-09-11）.（页面存档备份，存于）
26. ↑  .   [2021-12-04]. （原始内容存档于2021-12-04）.（页面存档备份，存于）
27. ↑  .   [2022-05-21]. （原始内容存档于2022-05-21）.（页面存档备份，存于）
28. ↑  .   [2022-05-20]. （原始内容存档于2022-05-20）.（页面存档备份，存于）
29. ↑  .   [2023-01-21]. （原始内容存档于2023-04-02）.
30. ↑  .   [2023-01-21]. （原始内容存档于2023-01-21）.
31. ↑  2024届永志书院选拔须知（页面存档备份，存于）
32. ↑  .   [2022-01-23]. （原始内容存档于2022-01-23）.（页面存档备份，存于）
33. ↑  .   [2022-01-23]. （原始内容存档于2022-01-23）.（页面存档备份，存于）
34. ↑  .   [2023-01-21]. （原始内容存档于2023-01-21）.
35. ↑  .   [2016-09-10]. （原始内容存档于2016-09-10）.（页面存档备份，存于）
36. ↑  .   [2021-12-04]. （原始内容存档于2021-12-04）.（页面存档备份，存于）
37. ↑  .   [2023-01-19]. （原始内容存档于2023-03-21）.
38. ↑  .   [2022-01-23]. （原始内容存档于2022-01-23）.（页面存档备份，存于）
39. ↑  .   [2023-01-27]. （原始内容存档于2023-01-27）.
40. ↑  .   [2023-01-20]. （原始内容存档于2023-01-20）.
41. ↑  .   [2023-01-20]. （原始内容存档于2023-01-20）.
42. ↑  .   [2016-09-11]. （原始内容存档于2016-09-11）.（页面存档备份，存于）
43. ↑  .   [2023-01-19]. （原始内容存档于2023-01-19）.
44. ↑  .   [2016-09-11]. （原始内容存档于2016-09-11）.（页面存档备份，存于）
45. ↑  .   [2016-09-11]. （原始内容存档于2016-09-11）.（页面存档备份，存于）
46. ↑  .   [2016-09-10]. （原始内容存档于2016-09-10）.（页面存档备份，存于）
47. ↑  .   [2022-05-20]. （原始内容存档于2022-05-20）.（页面存档备份，存于）
48. ↑  .   [2023-01-21]. （原始内容存档于2023-03-29）.
49. ↑  .   [2016-09-11]. （原始内容存档于2016-09-11）.（页面存档备份，存于）
50. ↑  .   [2016-09-11]. （原始内容存档于2016-09-11）.（页面存档备份，存于）
51. ↑  .   [2021-12-04]. （原始内容存档于2021-12-04）.（页面存档备份，存于）
52. ↑  .   [2023-01-21]. （原始内容存档于2023-01-21）.
53. ↑  .   [2023-01-21]. （原始内容存档于2023-01-21）.
54. ↑  .   [2023-01-21]. （原始内容存档于2023-03-09）.
55. ↑  .   [2023-01-22]. （原始内容存档于2023-01-22）.